# Valea Întunecoasă, Harghita
Valea Întunecoasă (maghiară Sötétpatak) este un sat în comuna Lunca de Jos din județul Harghita, Transilvania, România.

 Acest articol despre o localitate din județul Harghita este deocamdată un ciot. Puteți ajuta Wikipedia prin completarea lui.